# Krogulec żałobny
Krogulec żałobny (Tachyspiza imitator) – gatunek średniej wielkości ptaka drapieżnego z rodziny jastrzębiowatych (Accipitridae). Jest endemiczny dla wysp w archipelagu Salomona: Bouganville, Choiseul, Santa Isabel i przypuszczalnie Makiry. Nie wyróżnia się podgatunków. Słabo poznany i rzadko spotykany ptak; Bliski zagrożenia.
MorfologiaDługość ciała: 28–33 cm. Grzbiet ma barwę czarną, klatka piersiowa i szyja białą lub czarną, brzuch i podbrzusze – białą. Tęczówki są czerwonawo-brązowe.
EkologiaWystępuje od nizinnych lasów i obrzeży lasów po lasy górskie do wysokości około 1000 m n.p.m. (najwyżej stwierdzony na wysokości 1100 m n.p.m. na wyspie Santa Isabel). Prawdopodobnie żywi się mniejszymi ptakami.
StatusMiędzynarodowa Unia Ochrony Przyrody (IUCN) od 2022 roku uznaje krogulca żałobnego za gatunek bliski zagrożenia (NT – near threatened); wcześniej, od 2000 miał on status gatunku narażonego na wyginięcie (VU – vulnerable), a we wcześniejszych latach – gatunku zagrożonego wyginięciem (T – threatened od 1988, EN – endangered od 1994). Liczebność populacji szacuje się na 700–5000 (1001-2000) dorosłych osobników. Trend liczebności populacji uznaje się za spadkowy. Główne zagrożenie dla gatunku to utrata i degradacja siedlisk.